# Sauherad
Sauherad este o comună din provincia Telemark, Norvegia.
Se află cu cel mai înalt punct în Vardefjell (Sauherad)[*], la 814,5 m. Are o suprafață de 320,53489451667 km². Populația este de 4.338 locuitori, determinată în 1 ianuarie 2016, prin recensământ.